# Gens Volúmnia
La gens Volúmnia (en llatí: gens Volumnia) va ser una gens romana amb una branca patrícia i una altra plebea.
Era una gens molt antiga de la qual formava part l'esposa de Coriolà. Publi Volumni Gal Amintí va ser cònsol el 461 aC, però en general la família no va ser gaire important. Els cognomens que van portar van ser Gallus i Flamma. Un dels agnomens era Amintí i un altre Violent.
Algunes persones de la gens Volúmnia van ser:
- Marc Volumni (Marcus Volumnius), assassinat per Catilina en temps de Sul·la.[2]
- Publi Volumni (Publius Volumnius), un dels jutges del judici contra Aule Cluenci Habit el jove.[3]
- Luci Volumni (Lucius Volumnius), senador i amic íntim de Ciceró.[4]